# 김재형 (성악가)
김재형(1973년 9월 23일 ~ )은 대한민국의 성악가이다.

## 학력
- 서울대학교 음악대학 성악과 졸업
- 프랑크푸르트국립예술대학 성악과 석사
- 카를스루국립음악대학교 대학원 성악학 박사

## 수상
- 1996년 중앙음악콩쿠르 우승
- 1998년 제48회 뮌헨ARD국제콩쿠르 성악부문 2위
- 2002년 플라시도 도밍고 콩쿠르 특별상
- 2010년 문화체육관광부 장관상

## 경력
- 2008년 ~ 2013년 프랑크푸르트 오페라하우스 단원
- 2012년 ~ 2018년 경희대학교 음악대학 성악과 교수